# Autoschieber
Als Autoschieber bezeichnet man Banden, die organisiert Fahrzeuge oder Fahrzeugteile stehlen und ins Ausland verfrachten.
Autoschieber fallen regelmäßig in die Kategorie organisierte Kriminalität, da Einzelne kaum die ganze Organisation vom Diebstahl bis zum Verkauf im anderen Land durchführen können. Nach dem Diebstahl werden meistens gefälschte oder gestohlene Kfz-Kennzeichen montiert. Mit gefälschten Zulassungspapieren werden die Fahrzeuge über die Grenze geschmuggelt. In der Regel werden bestimmte Automarken bevorzugt. Oftmals werden diese Fahrzeuge in ärmere Länder des ehemaligen Ostblocks verbracht.
Immer neue Methoden von Alarmanlagen und Wegfahrsperren sollen die Diebstähle erschweren oder verhindern.

## Rechtliche Einordnung
Autoschieberei fällt je nach Ausführung der Tathandlungen unter die Straftatbestände des Diebstahls (§ 242 StGB), Bandendiebstahls (§ 244 StGB), schweren Bandendiebstahls (§ 244a StGB), der gewerbsmäßigen Hehlerei, Bandenhehlerei (§ 260 StGB) oder der gewerbsmäßigen Bandenhehlerei (§ 260a StGB).
Gegebenenfalls kann die Autoschieberei aber auch im Rahmen von Versicherungsmissbrauch (§ 265 StGB) als Beihilfehandlung bestraft werden.